# Damvant

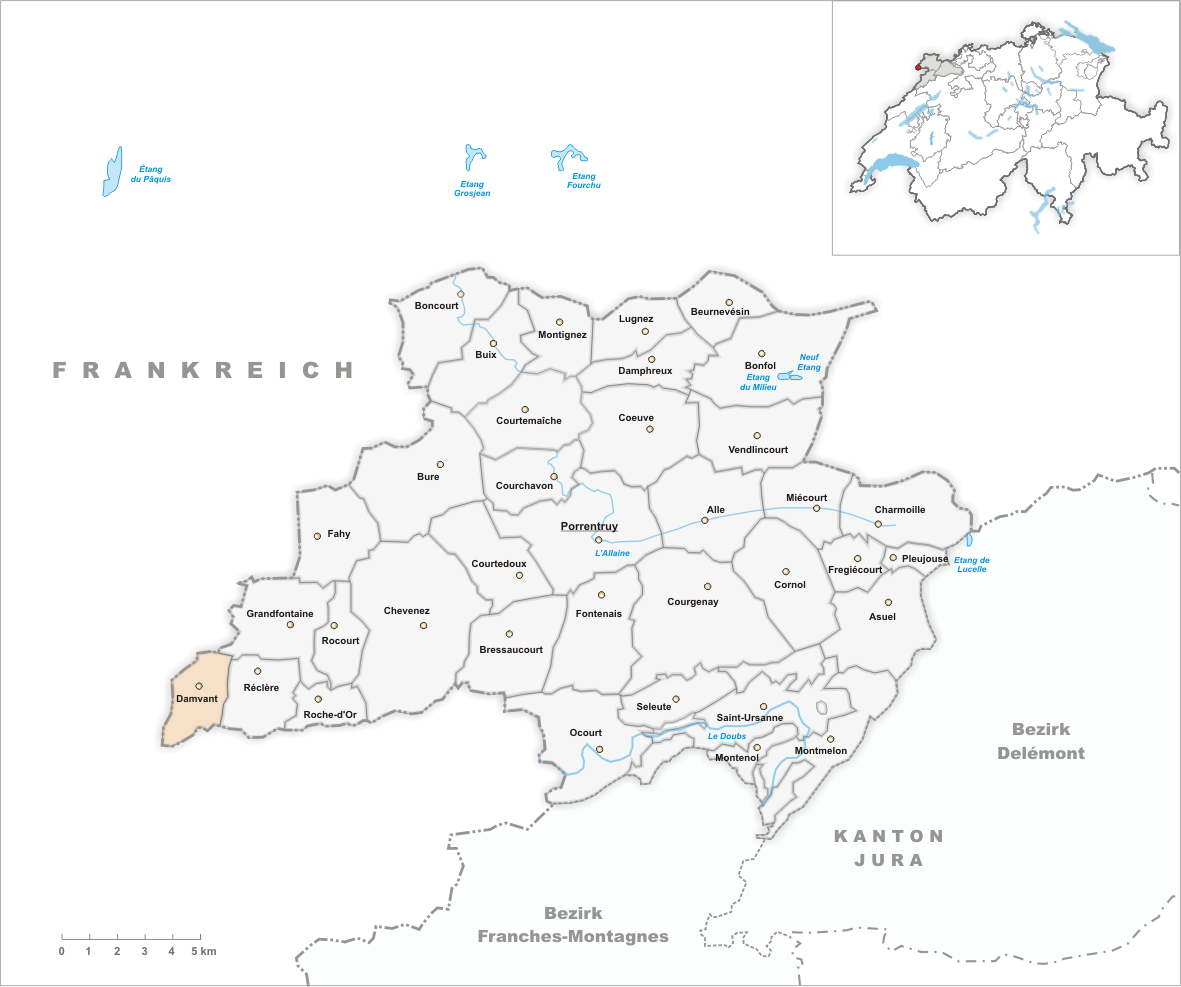
Gemeindestand vor der Fusion am 1. Januar 2009

Damvant (frz. [dɑ̃vɑ̃], im einheimischen Dialekt [(ɛ) dɛ̃ˈvɑ̃]) ist ein Dorf und eine ehemalige politische Gemeinde im Distrikt Porrentruy  des Kantons Jura in der Schweiz.

## Geographie
Damvant liegt auf 609 m ü. M., 14 km westsüdwestlich des Bezirkshauptorts Porrentruy (Luftlinie). Das ehemalige Strassenzeilendorf erstreckt sich in einer weiten Mulde am Nordfuss der Jurakette des Lomont, im äussersten Westen der Ajoie (deutsch Elsgau).
Die Fläche des 5,1 km² grossen ehemaligen Gemeindegebiets umfasst die Geländemulde von Damvant, die keine oberirdischen Fliessgewässer enthält. Im Norden reicht das Gebiet auf den Höhenrücken des Perchet (705 m ü. M.). Nach Süden erstreckte sich die Gemeindefläche auf den hier relativ niedrigen Kamm der Lomontkette, auf der mit 755 m ü. M. die höchste Erhebung von Damvant liegt. Der Bois de Vaux befindet sich bereits jenseits des Kammes am nördlichen Hang des Doubstals. Von der Gemeindefläche entfielen 1997 3 % auf Siedlungen, 42 % auf Wald und Gehölze und 55 % auf Landwirtschaft.
Zu Damvant gehören mehrere Einzelhöfe. Die Gemeinde war auf drei Seiten von französischem Staatsgebiet umgeben. Nachbargemeinden von Damvant waren Grandfontaine und Réclère im Kanton Jura sowie Vaufrey, Montjoie-le-Château, Villars-lès-Blamont und Dannemarie in Frankreich.

## Bevölkerung
Mit 121 Einwohnern (Ende 2007) gehörte Damvant zu den kleinen Gemeinden des Kantons Jura. Von den Bewohnern sind 91,9 % französischsprachig, 5,2 % deutschsprachig und 2,2 % italienischsprachig (Stand 2000). Die Bevölkerungszahl von Damvant belief sich 1850 auf 357 Einwohner, 1900 auf 352 Einwohner. Seither hat die Einwohnerzahl durch starke Abwanderung um rund 60 % abgenommen.

## Wirtschaft
Damvant ist noch vorwiegend landwirtschaftlich geprägt, von Bedeutung ist vor allem die Pferdezucht. Ausserhalb der Landwirtschaft gibt es im Dorf nur wenige Arbeitsplätze. Viele Erwerbstätige sind deshalb Wegpendler und arbeiten in der Region Porrentruy.

## Verkehr
Die ehemalige Gemeinde liegt an der Kantonsstrasse von Porrentruy über den Grenzübergang von Damvant nach Pont-de-Roide-Vermondans in Frankreich. Durch den Postautokurs auf der Strecke von Porrentruy nach Damvant ist der Ort an den öffentlichen Verkehr angeschlossen.

## Geschichte
Überreste einer gallorömischen Villa bezeugen eine frühe Besiedlung des Gemeindegebiets. Das Dorf wird erstmals 1346 als Danval/Dampna Walle sicher belegt, um 1360 als Dampvant. Der Ortsname geht wahrscheinlich auf eine Fügung aus lat. dominu ‚Herr‘ und dem Namen eines Heiligen, vielleicht Wala, zurück.
Im 13. und 14. Jahrhundert gehörte Damvant zur Herrschaft von Roche-d’Or, vom 16. bis 18. Jahrhundert zum Meieramt Chevenez, das in Abhängigkeit vom Fürstbistum Basel stand. Von 1793 bis 1815 gehörte Damvant zu Frankreich und war anfangs Teil des Département du Mont-Terrible, ab 1800 mit dem Département Haut-Rhin verbunden. Durch den Entscheid des Wiener Kongresses kam der Ort 1815 an den Kanton Bern und am 1. Januar 1979 an den neu gegründeten Kanton Jura. Die Gemeinde wurde auf den 1. Januar 2009 mit Chevenez, Réclère und Roche-d’Or zur neuen Gemeinde Haute-Ajoie vereinigt.

## Sehenswürdigkeiten
Die heutige Pfarrkirche Saint-Germain wurde 1745–47 auf den Grundmauern des mittelalterlichen Vorgängerbaus errichtet, sie besitzt einen Hochaltar im klassizistischen Stil. Bis 1780 bildete Damvant zusammen mit Réclère eine gemeinsame Pfarrei. Im Dorf gibt es noch zahlreiche charakteristische Bauernhöfe aus dem 19. Jahrhundert mit grosser Hofeinfahrt. Eine Besonderheit von Damvant stellen die drei alten Dorfbrunnen mit kreisrundem Wasserbecken dar.

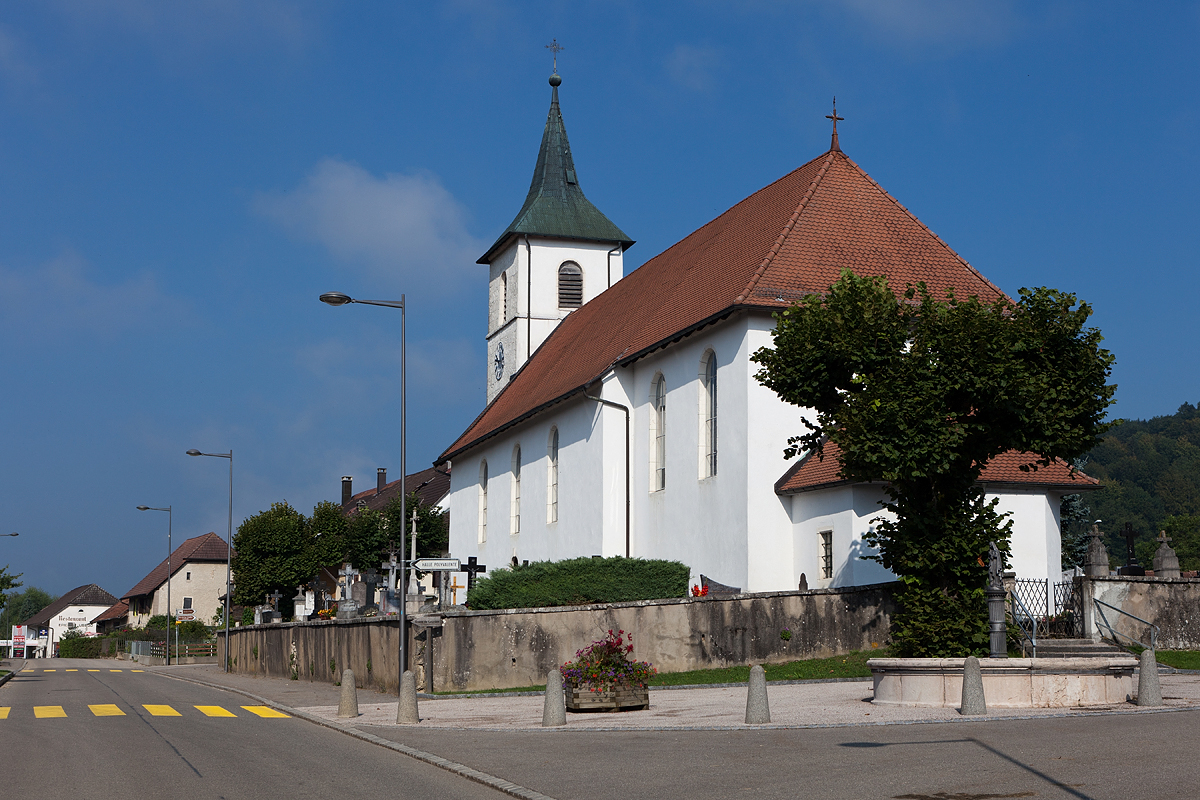
Kirche Saint-Germain
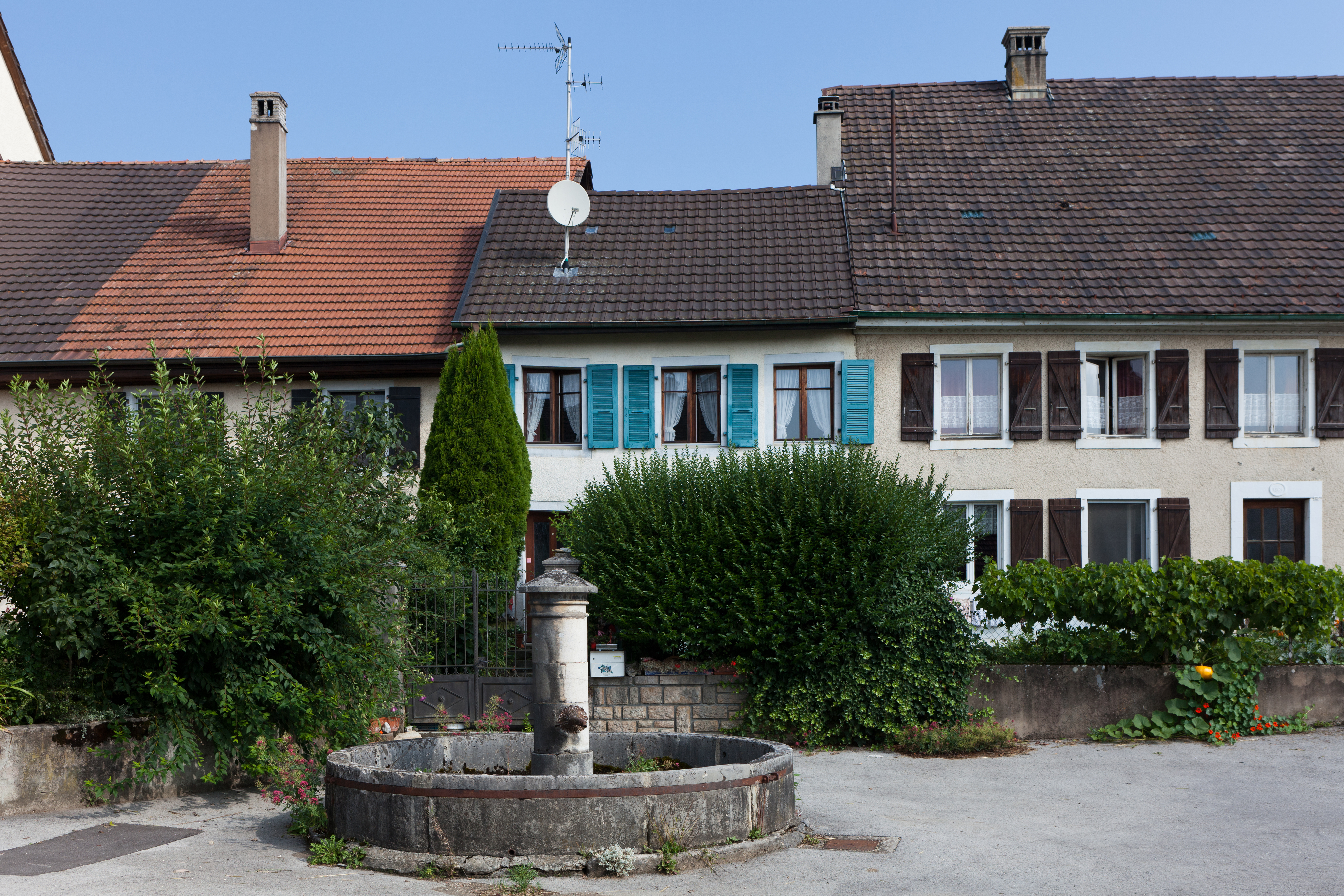
Ortstypischer Rundbrunnen